# Малкіне
Малкіне (пол. Małkinie, нім. Malkienen) — село в Польщі, у гміні Елк Елцького повіту Вармінсько-Мазурського воєводства.
Населення — 22 особи (2011).
У 1975-1998 роках село належало до Сувальського воєводства.

## Демографія
Демографічна структура станом на 31 березня 2011 року:
|          | Загалом | Допрацездатний вік | Працездатний вік | Постпрацездатний вік |
| -------- | ------- | ------------------ | ---------------- | -------------------- |
| Чоловіки | 9       | 1                  | 6                | 2                    |
| Жінки    | 13      | 3                  | 7                | 3                    |
| Разом    | 22      | 4                  | 13               | 5                    |